# Habropoda cressonii
Habropoda cressonii är en biart som först beskrevs av Dalla Torre 1896.  Habropoda cressonii ingår i släktet Habropoda och familjen långtungebin. Inga underarter finns listade i Catalogue of Life.